# Anthony Ravard
Anthony Ravard (Nantes, 28 september 1983) is een Frans voormalig wielrenner.

## Carrière
Anthony Ravard begon zijn loopbaan in 2005 bij de Bouygues Télécom-ploeg. Bij de jeugd won hij Bordeaux-Saintes. Als beroepsrenner won de sprinter etappes in de Ronde van de Sarthe en in de Ronde van Normandië. Ravard maakte bekend dat hij op het einde van het seizoen 2013 zijn fiets aan de haak zal hangen. Hij reed toen bij AG2R La Mondiale.
Hij is sinds 2022 betrokken als ploegleider bij de Franse wielerploeg CIC-U-Nantes.

## Belangrijkste overwinningen
2004
- Eindklassement Ronde van de Haut-Anjou
- Bordeaux-Saintes

2005
- 1e etappe Ronde van de Sarthe

2008
- 2e, 3e en 4e etappe Ronde van Normandië
- 1e etappe Ronde van de Sarthe
- Châteauroux Classic de l'Indre

2009
- 1e etappe Ronde van Poitou-Charentes

2010
- 2e en 4e etappe Ronde van de Sarthe
- 2e etappe Ronde van Poitou-Charentes
- Châteauroux Classic de l'Indre
- Parijs-Bourges

2011
- Eind- en puntenklassement Ster van Bessèges
- Châteauroux Classic de l'Indre
- 3e etappe Ronde van Poitou-Charentes

## Resultaten in voornaamste wedstrijden
| Jaar | Ronde van Italië | Ronde van Frankrijk | Ronde van Spanje |
| ---- | ---------------- | ------------------- | ---------------- |
| 2008 |                  |                     |                  |
| 2009 |                  |                     |                  |
| 2010 | opgave           |                     |                  |
| 2011 |                  |                     |                  |
| 2012 |                  |                     |                  |

| Jaar | Milaan-San Remo | Gent-Wevelgem | Parijs-Roubaix | Parijs-Tours | Parijs-Brussel |  | WK op de weg |
| ---- | --------------- | ------------- | -------------- | ------------ | -------------- |  | ------------ |
| 2008 |                 |               |                | 142e         |                |  |              |
| 2009 |                 |               |                |              | 154e           |  |              |
| 2010 |                 | 78e           | 56e            | 12e          |                |  |              |
| 2011 | 155e            |               |                |              | Brons          |  | 13e          |
| 2012 |                 | 127e          |                |              |                |  |              |

Wielerploegen van Anthony Ravard
Bénéteau ·
Bernaudeau ·
Bonnaire ·
Bouyer ·
Brochard ·
Charteau ·
Chavanel ·
Claude ·
Drancourt ·
Fédrigo ·
Gène ·
Geslin ·
Hary ·
Kern ·
Lefèvre ·
Mainguenaud ·
Martias ·
Naulleau ·
Pichon ·
Pineau ·
Ravard ·
Renier ·
Rous ·
Sprick ·
Voeckler ·
Yus (tot 30/09) ·
Belgy (stagiair) ·
Jérôme (stagiair) ·
Pichot (stagiair) 
Bernaudeau ·
Bonnaire ·
Bouyer ·
Brochard ·
Chavanel ·
Claude ·
Clement ·
Drancourt ·
Fédrigo ·
Flickinger ·
Florencio ·
Gène ·
Geslin ·
Hary ·
Jérôme ·
Kern ·
Labbe ·
Le Boulanger ·
Lefèvre ·
Martias ·
Pichot ·
Pineau ·
Ravard ·
Renier ·
Rous ·
Sprick ·
Voeckler ·
Belgy (stagiair) ·
Bousseau (stagiair) ·
Turgot (stagiair)  
Balčiūnas · 
Baranauskas ·
Bergès · 
Bichot · 
Calvente ·
Coutouly · 
Dekkers ·
Dueñas ·
Feillu ·
Gaztañaga ·
Gonzalo · 
Hervé ·
Jalabert ·
Martínez · 
Mercado ·
Plouhinec ·
Ravaleu ·
Ravard ·
Robin ·
Salmon · 
Sinner · 
Vogondy ·
Bouet (stagiair) · 
Thiré (stagiair)   
Bergès · 
Bichot · 
Bouet · 
Caethoven ·
Casper · 
Coutouly · 
R. Feillu ·
Gaztañaga ·
Gonzalo · 
Hervé ·
Ista ·
Jalabert ·
Le Lay ·
Lequatre · 
Moreau · 
Ravard ·
Rinero ·
Salmon · 
Sinner · 
Vogondy ·
B. Feillu (stagiair) · 
Cusin (stagiair) · 
Denis (stagiair)   
Bergès · 
Bichot · 
Bouet · 
Caethoven ·
Calzati · 
Cusin · 
B. Feillu · 
R. Feillu ·
Gonzalo · 
Huguet · 
Ista ·
Jalabert ·
Laurent · 
Le Boulanger · 
Le Lay ·
Lequatre · 
Moreau · 
Ravard ·
Vogondy
Arrieta ·
Bérard ·
Bonnafond ·
Bouet ·
Champion ·
Dessel ·
Dupont ·
Elmiger ·
Gadret ·
Gastauer ·
Goddaert · 
Hinault ·
A. Jefimkin ·
V. Jefimkin · 
Kadri ·
Krivtsov ·
Le Lay ·
Loubet ·
Mandri · 
Mondory ·
Nocentini ·
Ravard ·
Riblon ·
Roche ·
Rousseau · 
Smukulis ·
Turpin · 
Valjavec · 
Bonnin (stagiair) ·
Clarke (stagiair) ·
Teychenne (stagiair) 
Bérard ·
Bonnafond ·
Bouet ·
Champion ·
Cherel ·
Dessel ·
Dupont ·
Elmiger ·
Gadret ·
Gastauer ·
Goddaert · 
Hinault ·
Houanard ·
Kadri ·
Krivtsov ·
Le Lay ·
Lemarchand · 
Loubet ·
Minard ·
Mondory ·
Montaguti ·
Nocentini ·
Péraud ·
Perget ·
Ravard ·
Riblon ·
Roche ·
Domont (stagiair) ·
Martinez (stagiair) · 
Teychenne (stagiair)
Bardet ·
Belletti ·
Bérard ·
Bonnafond ·
Bouet ·
Casper ·
Cherel ·
Dupont ·
Elmiger ·
Gadret ·
Gastauer ·
Gazvoda ·
Georges ·
Goddaert · 
Hinault ·
Houanard ·
Kadri ·
Lemarchand · 
Minard ·
Mondory ·
Montaguti ·
Nocentini ·
Péraud ·
Perget ·
Ravard ·
Riblon ·
Roche ·
Sjpilevski ·
Zargari ·
Teychenne (stagiair) ·
Chavanne (stagiair) ·
Raibaud (stagiair)
Appollonio ·
Bagdonas ·
Bardet ·
Belletti ·
Bérard ·
Betancur ·
Bonnafond ·
Bouet ·
Chainel ·
Cherel ·
Domont ·
Dumoulin ·
Dupont ·
Gadret ·
Gastauer ·
Georges (tot 31/05) ·
Hoetarovitsj ·
Houle ·
Iglinski ·
Kadri ·
Kern · 
Minard ·
Mondory ·
Montaguti ·
Nocentini ·
Péraud ·
Pozzovivo ·
Ravard ·
Riblon ·
Brun (stagiair) ·
Chavanne (stagiair) ·
Latour (stagiair)